# 受精障碍
受精障碍是指受精过程中出现异常，导致卵母细胞无法正常受精的现象。根据异常情况可分为受精失败（total fertilization failure, TFF）和异常受精（abnormal fertilization）。受精失败指卵母细胞未形成原核，而异常受精则指卵母细胞中原核数量异常（不等于2个）。这类障碍可导致不孕不育。體外人工受精（IVF）的受精障碍发生率为5-10%，主要由于精子和卵母细胞识别或融合异常所致。

## 诊断
由于受精障碍可能发生在受精过程的不同阶段，其临床表现具有异质性，需通过多种检测手段进行分型和诊断。
使用计算机辅助精子分析（computer-aided sperm analysis，CASA）可检测精子运动轨迹和超活化能力，尤其对存在CATSPER基因突变的患者，可提前识别超活化能力异常。采用巴氏染色法可识别圆头精子症患者，而顶体锚定异常患者需借助透射电子显微镜进一步分析。检测精子顶体内的酶活性（如精氨酸酰胺酶活性）可识别IVF受精失败的高风险患者。
采用小鼠卵母细胞激活试验（mouse oocyte activation test，MOAT）或人卵母细胞激活试验（human oocyte activation test，HOAT）评估精子激活能力，有助于明确障碍是由精子或卵母细胞引起。
通过免疫荧光染色检测精子中PLCζ阳性率及定位，可为IVF受精率的评估提供参考。利用全外显子测序（whole exome sequencing，WES）可筛查与受精障碍相关的基因突变。

## 治疗
胞浆内精子注射技术（ICSI）通过将单个精子直接注入卵胞质内，可解决大部分因识别或融合异常导致的受精障碍，但ICSI的受精障碍发生率仍在1%-3%。在受精失败后对未受精卵母细胞实施补救ICSI（Re-ICSI），包括早补救和晚补救ICSI。早补救ICSI在IVF授精后4-6小时进行，可降低周期取消率；晚补救ICSI在16-18小时后进行，尽管成功率较低，但可评估下一周期治疗效果。
卵母细胞辅助激活（assisted oocyte activation，AOA）通过机械、电或化学刺激提高卵胞质内钙离子浓度，改善因卵母细胞激活障碍导致的受精失败。最常用化学刺激法，将注射完精子后的卵母细胞暴露在离子霉素和钙霉素等化学试剂中来增加卵胞质内钙离子浓度。
对受精障碍患者进行遗传咨询有助于评估基因突变对生育的影响和后代的遗传风险。咨询一般包括两次：第一次介绍可能原因并建议基因检测；第二次解读检测结果并提出治疗建议。